# Yphthimoides mimula
Yphthimoides mimula är en fjärilsart som beskrevs av Hayward 1954. Yphthimoides mimula ingår i släktet Yphthimoides och familjen praktfjärilar. Inga underarter finns listade i Catalogue of Life.